# Rio Goiana
O rio Goiana é um curso de água  que banha o nordeste do estado de Pernambuco, no Brasil. A rede hidrográfica da bacia do rio Goiana tem como principais cursos d’água os rios Capibaribe-Mirim, Siriji, Tracunhaém e por último o Goiana.
O rio Capibaribe-Mirim, com extensão de aproximadamente 93 km, drena a parte norte da bacia. A nascente do rio se localiza no município de São Vicente Férrer. Até as proximidades de Timbaúba, o rio apresenta regime fluvial intermitente, a partir de onde se torna perene, daí, segue de forma contínua até o município de Goiana, onde se encontra com o rio Tracunhaém, que possui 127 km extensão, banhando o sul da bacia, formando nesse encontro o rio Goiana, que possui daí até a sua foz no oceano Atlântico cerca de 19 km, dos quais 10 km estão exatamente da divisa dos estados de Pernambuco e da Paraíba.
A bacia apresenta em total uma área de 2.847,53 km2 correspondendo a 2,90% da área total do Estado, englobando 26 municípios, dentre os quais: nove estão totalmente inseridos na bacia (Aliança, Buenos Aires, Camutanga, Condado, Ferreiros, Machados, Nazaré da Mata, Timbaúba e Vicência); onze possuem sede na bacia (Bom Jardim, Carpina, Goiana, Itambé, Itaquitinga, João Alfredo, Lagoa do Carro, Macaparana e Tracunhaém); e seis estão parcialmente inseridos (Araçoiaba, Casinhas, Igarassu, Limoeiro, Paudalho e Salgadinho).